# São João Baptista (Tomar)
São João Baptista (llamada oficialmente Tomar (São João Baptista)) era una freguesia portuguesa del municipio de Tomar, distrito de Santarém.

## Historia
Fue suprimida el 28 de enero de 2013, en aplicación de una resolución de la Asamblea de la República portuguesa promulgada el 16 de enero de 2013 al unirse con la freguesia de Santa Maria dos Olivais, formando la nueva freguesia de Tomar (São João Baptista) e Santa Maria dos Olivais.